# Atlapexco
Atlapexco là một đô thị thuộc bang Hidalgo, México. Năm 2005, dân số của đô thị này là 18769 người.